# Celestine Babayaro
Celestine Hyacinth Babayaro (Kaduna, 29. kolovoza 1978.), nigerijski je umirovljeni nogometaš, koji je igrao na poziciji lijevog braniča. 

## Nogometni put

### Newcastle United
U siječnju 2005. prelazi u Newcastle United gdje do 2008. bilježi 47 ligaških nastupa.

### Međunardna karijera
Za nigerijsku reprezentaciju je nastupio 26 puta. Nastupio je na Olimpijskim igrama u Atlanti 1996., te na Svjetiskim prvenstvima 1998. u Francuskoj te 2002. u Koreji i Japanu. Bio je kapetan na Olimpijskim igrama u Sydneyu.

## Vanjske poveznice
- Profil  Arhivirana inačica izvorne stranice od 28. studenoga 2007. (Wayback Machine) Soccerbase